# 苏阿夫湖撞击坑

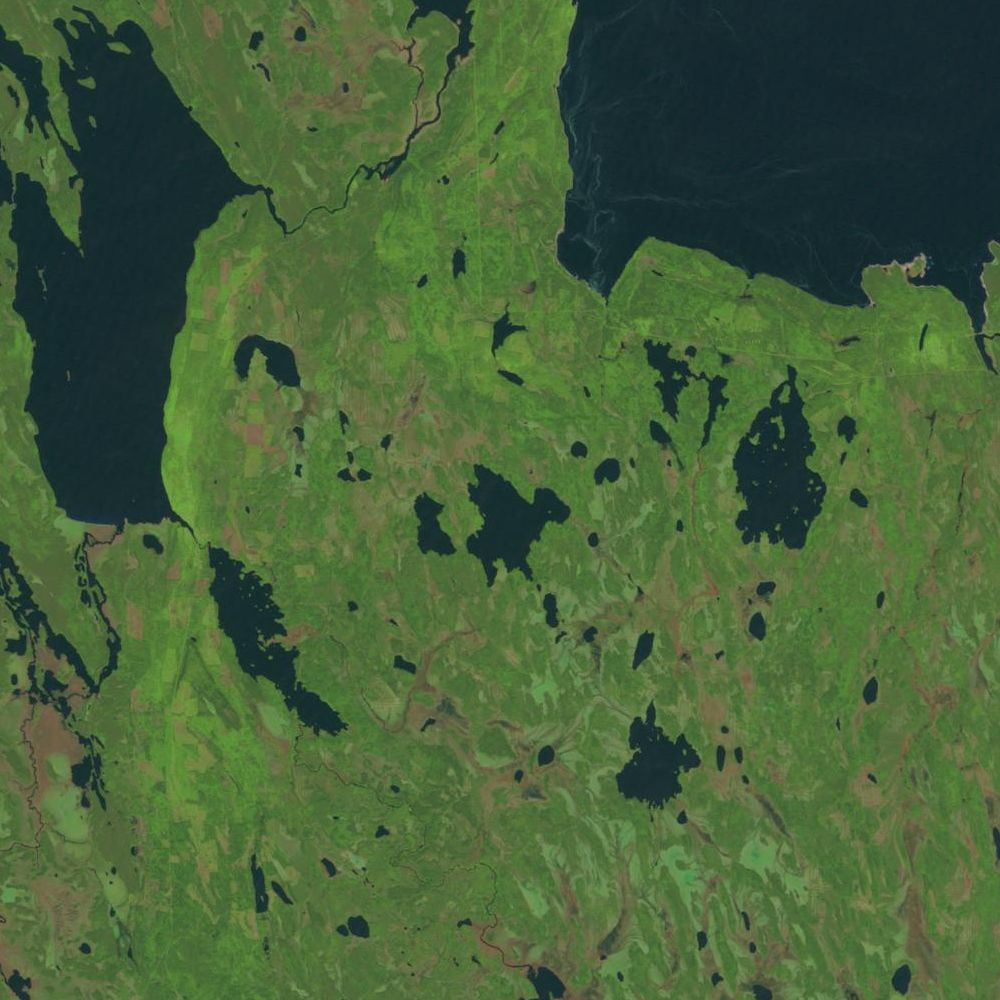
蘇阿夫湖撞擊坑與其周圍衛星影像

蘇阿夫湖撞擊坑是位於俄羅斯卡累利阿共和国的一個撞擊坑湖，位於城鎮梅德韋日耶戈爾斯克北方約50公里處。該撞擊坑中央是直徑大約3公里的蘇阿夫湖。
蘇阿夫湖撞擊坑的直徑大約是16公里，年齡約24億年，即地質年代的太古宙－元古宙交界處。該撞擊坑是地球上至今確認的撞擊坑中最古老的。雖然蘇阿夫湖撞擊坑的大部分特徵因為地質作用已難以辨識，仍可從撞擊角砾岩組成的大塊岩石等撞擊震波造成的地質特徵確認是撞擊坑。